# Pouy-sur-Vannes
Pouy-sur-Vannes település Franciaországban, Aube megyében. Lakosainak száma 181 fő (2022. január 1.). Pouy-sur-Vannes Bercenay-le-Hayer, Marcilly-le-Hayer, Planty és Courgenay községekkel határos.

## Népesség
A település népességének változása:
| Lakosok száma | 226  | 179  | 170  | 142  | 145  | 146  | 156  | 173  | 176  | 181  |
|               | 1968 | 1982 | 1990 | 2006 | 2013 | 2015 | 2017 | 2019 | 2020 | 2022 |